# Кит, Андрей
Андре́й Ива́нович Чернышо́в (род. 30 мая 1980, Москва, СССР), более известный как Андре́й Кит — российский рэп-исполнитель и битмейкер, получивший популярность в начале 2000-х годов в составе рэп-группы «Ю.Г.» («Южные Головорезы»), для которой он написал всю музыку.
Осенью 1996 года под псевдонимом «Кит» присоединился к рэп-коллективу Ice Brain. В 1997 году после распада группы оставшиеся двое участников, Кит и МэФ, образовали дуэт T.N.A. Squad, который позже сменил своё название на «Взвод 32/4». В 1998 году T.N.A. Squad объединился с другим дуэтом «Стальная Бритва» (Александр «Макъ» Тищенко и Виктор «Винт» Кисткин) в рэп-группу «Ю.Г.» («Южные Головорезы»). В 1999 году вошёл в состав хип-хоп-объединения «Семья Ю.Г.а». В конце 2000 года был выпущен дебютный альбом группы «Ю.Г.» — «Дёшево и сердито», а в начале 2004 года вышел их второй альбом — «Пока никто не умер». В 2007 году оба альбома вошли в список главных альбомов русского рэпа по версии Rap.ru. В 2007 году Кит покинул коллектив и вместе с бывшим участником объединился в дуэт «МСК» («Мак с Китом»), который распался в 2010 году.
С 2000 по 2003 год Андрей Кит в качестве битмейкера продюсировал рэп-исполнителей лейбла RAP Recordz, включая Nonamerz, Da B.O.M.B., «Южный Фронт», «Тени» и Fist. Среди его самых известных произведений этого времени — «Ещё один день. Часть 2», «Валерьяныч», «Не спать (Выше фейдеры)», «Я знаю», «Улицы Москвы», а также две песни проекта «Империя»: «Посвящение» и «Суперлирика». С 2008 года продюсировал альбомы российских рэп-исполнителей, среди которых «Наше дело» (Jeeep, 2009), «Папина работа» (Гек, 2010), «Сила сопротивления» («25/17» и «Грот», 2010), «Взгляд 2.0» (Nekby, 2013), «Умереть от счастья» («25/17», 2017) и «Вдох времени» (Олег Груз, 2020). С 2018 года является участником команды битмейкеров «Битодельня». Принял участие в создании документальных фильмов «HipHopHeroes: Underground Kings» (2000), «Раб лампы» (2016), «ЮГ: Последнее слово» (2016), «BEEF: Русский хип-хоп» (2019) и «Mr. Shotgun. Незаконченное дело» (2021).

## Карьера
Осенью 1996 года Андрей «Кит» Чернышов вместе с Антоном «M.F.» Бобринёвым и ещё двумя знакомыми создали рэп-группу под названием Ice Brain. После распада группы оставшиеся двое участников, Кит и МэФ, образовали новую группу под названием T.N.A. Squad, которая позже сменила своё название на «Взвод 32/4» (где «32» — это 32-я буква алфавита «Ю», а «4» — это 4-я буква алфавита «Г»). В 1997 году на студии «Смысл Жизни» они знакомятся с участниками другой московской рэп-группы из района Бирюлево — «Стальная Бритва», в состав которой входили Александр «Макъ» Тищенко, Виктор «Винт» Кисткин и Вадим «Бэд» Слепов.
Объединившись, участники обеих групп создают новую группу под названием «Ю.Г.» («Южные Головорезы»), названную в честь Южного административного округа Москвы, откуда участники групп были родом. Первый альбом группы «Ю.Г.», «Дёшево и сердито», был выпущен на аудиокассетах в конце 2000 года на лейбле RAP Recordz. Альбом был хорошо принят публикой, у группы начались гастроли, а также стали брать интервью.
В 2000 году Андрей Кит спродюсировал два трека для проекта «Империя», в который входили группы «Ю.Г.» и D.O.B. Community. «Посвящение» (памяти Грюндика) (при участии Стахея из группы «Тени») и «Суперлирика» (при участии Dime из Nonamerz) вышли на сборнике «Лучший хип-хоп 2» летом 2001 года. «Посвящение» позже вышла на переиздании альбома «Это не б.» группы «Рабы лампы» 14 декабря 2001 года. Нецензурная версия «Суперлирики» вышла на сборнике «5 лет RAP Recordz» 20 июня 2002 года.
В мае 2001 года Мак вернулся из армии, и группа приступила к записи второго альбома. В середине декабря 2002 года группа «Ю.Г.» подписывает контракт с компанией Respect Production на выпуск второго альбома и на дальнейшую работу группы на лейбле. Альбом был полностью перезаписан в течение 2003 года, поскольку «рэперы решили, что качество альбома их не устраивает». Летом 2003 года коллектив покидает Мак, автор большинства текстов группы. Несмотря на это, он в последний раз выступил в составе группы на фестивале «Наши Люди-2003» в Москве 17 декабря 2003 года. Новый альбом «Пока никто не умер» группа презентует уже втроём. 5 февраля 2004 года со сцены группа объявляет о том, что Мак покинул коллектив. Группа много гастролирует, но в студии наступает ступор, так как основным генератором идей был Мак. Группа начинает экспериментировать, искать что-то новое. В результате в 2007 году группу покидает и Кит, основной битмейкер коллектива. Группа «Ю.Г.» распадается.
В 2007 году Кит объединился с Мак’ом. Одним из плодов их творческой деятельности стала серьёзная политическая песня с участием Maestro A-Sid под названием «Сами». В 2008 году у их проекта появляется название — «МСК», которое расшифровывается не только как «Москва», но и как «Мак с Китом». По словам участников коллектива, это основные, но не единственные версии. «МСК» даёт несколько концертов с живым составом музыкантов (программа состоит исключительно из песен «Ю.Г.а») и приступает к записи альбома. В интернете появляются некоторые треки: «Скоро 30» и «Парочки». В 2010 году Мак покинул группу «МСК» и начал заниматься IT-технологиями.
Кит продолжает работать в качестве битмейкера, с его битами записываются альбомы «Наше дело» Jeeepа (2009), «Папина работа» Гека (2010), «Сила сопротивления» «25/17» и «Грот» (2010).
В конце 2014 года Андрей Кит снялся в документальном фильме творческого объединения UGW, Грюндик «Раб лампы», посвящённом жизни Алексея «Грюндика» Перминова. Фильм вышел в день 16-й годовщины смерти «Грюндика», 12 июня 2016 года. В фильме приняли участие: Лигалайз, Sir-J, Симона Йёри, «Джип», «Медный», «Кит», «Дайм», «Бледный», Лиммон Джи, «Мелкий», «Мутант» и Дмитрий Перминов.
В 2016 году Андрей Кит выпустил 20-минутный документальный фильм ЮГ: Последнее слово и прощальный альбом «Послесловие» с ремиксами на лучшие треки группы «Ю.Г.». Кит прокомментировал этот релиз так: «Иногда называю всё это попыткой поплясать на костях или срубить, как говорится, на славном боевом прошлом. Однако мы же с вами всё понимаем, верно? Если серьёзно, то это мой личный поклон тому времени.». В этом же году написал всю музыку для альбома «Умереть от счастья» группы «25/17». После выхода альбома вместе с группой принял участие в одноимённом концерте-спектакле, основанном на песнях из альбома. Спектакли прошли в Москве, Воронеже, Екатеринбурге, Омске и Санкт-Петербурге. 16 октября вместе с группой «25/17» выступил в программе «Соль» на телеканале «РЕН ТВ».
В 2018 году спродюсировал песню «Броги» для современного рэп-исполнителя Мэйти, а также дал интервью для документального фильма «BEEF: Русский хип-хоп». С 2018 года Кит является участником команды битмейкеров из России под названием «Битодельня», в которую помимо него входят Матвей Рябов, Никита Беляков и Влади Штербулов.
В 2019 году совместно с Матвеем Рябовым из группы «Грот» спродюсировал два трека для известного шведского исполнителя Prop Dylan. В этом же году запустил на своём YouTube-канале подкаст «На битах от КИТа», в котором рассказывает о создании своих инструменталов, а также дал интервью для документального фильма «Mr. Shotgun. Незаконченное дело», посвящённого памяти Антона «Mr. Shotgun» Иванова из Da B.O.M.B.
В 2020 году вместе с Тони Лаубингером (ансамбль «МСК») спродюсировал новый альбом ростовского поэта-рэпера Олега Груза «Вдох времени», а также дал интервью для портала для битмейкеров «Битмейкер FM». 30 ноября в рамках проекта «Уходящая жизнь» художника Алексея Медного и поэта Олега Груза вышел видеоклип на песню «Мы самобытны», музыку к которой сделал Андрей Кит.
В мае 2021 года Андрей Кит выпустил совместный трек с Один.Восемь под названием «Передай майк». Также принял участие в создании музыки к альбому Олега Груза «Пока все спят». Появился в документальном фильме «Mr. Shotgun. Незаконченное дело», выпущенным 15 августа. В ноябре записал ещё один совместный трек с Один.Восемь «Система», поучаствовал в песне Maestro A-Sid «UFOld School», а также отметил 23-летие группы «Ю.Г.» в одном из московских баров.
В августе 2022 года принял участие в съёмках YouTube-подкастов «2 битмейкера 1 сэмпл» и «10 вопросов битмейкеру».

## Личная жизнь
Андрей Чернышов родился и вырос в Москве. Родители развелись, когда Андрею было 3 года. Закончил московскую школу № 505. С 1999 по 2003 год Андрей Кит работал во ФСИН России в столичном СИЗО. Отец двоих детей: Арсений (2015) и Анна (2018).

## Дискография
Совместные альбомы
- 2009 — Jeeep & Кит — Наше дело
- 2010 — Кит и Гек — Папина работа
- 2013 — Nekby (Trilogy Soldiers) и Кит (МСК) — Взгляд 2.0 (EP)
- 2017 — 25/17 — Умереть от счастья (музыка: Андрей «Кит» Чернышов и Антон «Ант» Завьялов)
- 2020 — Олег Груз — Вдох времени (музыка: Андрей Кит и Тони Лаубингер)

Альбомы в составе группы Ю.Г.
- 2000 — Дёшево и сердито
- 2001 — Ещё дешевле, ещё сердитее (переиздание)
- 2004 — Пока никто не умер
- 2005 — Дёшево и сердито 2005 (переиздание)

Сборники в составе группы Ю.Г.
- 1999 — Альбом
- 2005 — MP3
- 2016 — Послесловие (альбом ремиксов)

Концертные альбомы
- 2002 — Это только начало (совместный концерт Ю.Г., Nonamerz и Da B.O.M.B.)
- 2010 — Live: Песни группы ЮГ (в составе группы МСК)

Синглы
- 2016 — ТХАП-16 (25/17 feat. Кит)

Продюсирование
| Продюсирование | Продюсирование                                                     | Продюсирование                   |
| Год            | Песня                                                              | Продюсер                         |
| -------------- | ------------------------------------------------------------------ | -------------------------------- |
| 2000           | «Беzintro» (Nonamerz feat. «Ю.Г.» & Мандр)                         | КИТ                              |
| 2000           | «Младший» (Nonamerz feat. Достопочтимый Jr.)                       | КИТ                              |
| 2000           | «Потерян, найден, неопознан…» (Nonamerz)                           | КИТ                              |
| 2000           | «14» (Nonamerz feat. Yori)                                         | КИТ; Co-produced by Ян И. С.     |
| 2000           | «Ещё один день. Часть 2» (Nonamerz feat. «Ю.Г.» & Мандр)           | КИТ                              |
| 2001           | «Мой час пришёл» («Южный Фронт» feat. К. И. Т.)                    | КИТ                              |
| 2001           | «Тем…» («Южный Фронт» & С. О. Макъ)                                | КИТ                              |
| 2001           | «Я знаю» («Тени» feat. Sir-J & К. И. Т.)                           | КИТ                              |
| 2001           | «Посвящение» («Империя»)                                           | КИТ                              |
| 2001           | «Суперлирика» («Империя»)                                          | КИТ                              |
| 2001           | «Лучше всего» («Тени» feat. С. О. Макъ)                            | КИТ                              |
| 2001           | «Возрождение» (Da B.O.M.B.)                                        | КИТ                              |
| 2001           | «Не спать (Выше фейдеры)» (Da B.O.M.B.)                            | КИТ                              |
| 2001           | «Всё что вы хотели слышать» (Da B.O.M.B.)                          | КИТ                              |
| 2001           | «Интро» (Fist)                                                     | КИТ                              |
| 2001           | «Впереди» (Fist feat. Frost)                                       | КИТ                              |
| 2001           | «Она выживала» (Fist)                                              | КИТ                              |
| 2001           | «Жизнь моя» (Fist feat. S.J.)                                      | КИТ                              |
| 2001           | «Так и надо (Скит)» (Fist)                                         | КИТ                              |
| 2001           | «Спокойно (Скит)» (Fist)                                           | КИТ                              |
| 2001           | «На пути к дому» (Fist feat. Nonamerz)                             | КИТ                              |
| 2001           | «Не последний раз вместе» (Nonamerz feat. Мандр)                   | КИТ                              |
| 2002           | «Маски» (Sat и «Ю.Г.»)                                             | КИТ                              |
| 2002           | «Валерьяныч» («Ю.Г.» feat. Nonamerz)                               | Dr. N-Drey & КИТ                 |
| 2002           | «Улицы Москвы» (C. O. Makъ и Dr. N-Drey)                           | КИТ                              |
| 2003           | «Хочешь — делай!» («Ю.Г.»)                                         | КИТ                              |
| 2003           | «Тебе» (Fist)                                                      | КИТ                              |
| 2003           | «Закоулки отдыха» (Fist feat. «Ю.Г.»)                              | КИТ                              |
| 2004           | «Желания, мечты и вожделения» (Da B.O.M.B.)                        | КИТ                              |
| 2004           | «Жизнь не идёт (Проходит мимо)» (Da B.O.M.B. feat. «Ю.Г.»)         | аранжировка: КИТ                 |
| 2004           | «Слово ЮГа» (D.O.B.)                                               | КИТ                              |
| 2004           | «Мясо» (D.O.B.)                                                    | КИТ                              |
| 2004           | «Уличные рэперы» (D.O.B.)                                          | КИТ (scratch by DJ Nik One)      |
| 2007           | «Сами» («МСК»)                                                     | КИТ                              |
| 2007           | «Скоро 30» («МСК»)                                                 | КИТ                              |
| 2007           | «Можно ещё» («МСК»)                                                | КИТ, Тони Лаубингер и Макс Хомич |
| 2007           | «Мне пора» («МСК»)                                                 | КИТ                              |
| 2007           | «Парочки» («МСК»)                                                  | КИТ                              |
| 2008           | «Ой, мамочки» («МСК»)                                              | КИТ, Тони Лаубингер и Макс Хомич |
| 2008           | «Будь белым-2 (Кит Rmx)» (Иезекииль 25-17)                         | КИТ                              |
| 2008           | «Всем чертям назло (Кит/МСК Rmx)» (Иезекииль 25-17 feat. D-Man 55) | КИТ                              |
| 2009           | «Линия фронта» («25/17» feat. «МСК»)                               | КИТ                              |
| 2009           | «Слова» (D-Man 55 feat. «Бледный»)                                 | КИТ                              |
| 2010           | «Огонь» («25/17»)                                                  | КИТ                              |
| 2010           | «Сила сопротивления» («25/17» и «Грот»)                            | КИТ                              |
| 2010           | «Дым» («25/17» и «Грот»)                                           | КИТ                              |
| 2010           | «Наркотестер» («25/17» и «Грот»)                                   | КИТ                              |
| 2010           | «Смотри» («Грот»)                                                  | КИТ                              |
| 2010           | «Живая энергия» («Грот» feat. Супец & D-Man 55)                    | КИТ                              |
| 2010           | «Иду на тепло» («Грот»)                                            | КИТ                              |
| 2010           | «Личная вселенная» («Грот»)                                        | КИТ                              |
| 2010           | «Победители» («Грот»)                                              | КИТ                              |
| 2010           | «Самым лучшим» («Грот»)                                            | КИТ                              |
| 2010           | «Никто не сможет меня остановить (МСК Remix)» («25/17»)            | КИТ, Тони Лаубингер, DJ Patz     |
| 2010           | «Револьверная чума (КИТ Remix)» (Песочные люди)                    | КИТ                              |
| 2011           | «В завтра» («Грот» & D-Man 55)                                     | КИТ                              |
| 2011           | «Следы» («Грот» & D-Man 55)                                        | КИТ                              |
| 2011           | «Мертвечина» («Грот» & D-Man 55)                                   | КИТ                              |
| 2011           | «Кино» («Грот» & D-Man 55)                                         | КИТ                              |
| 2011           | «Пообещай» («Грот» & D-Man 55)                                     | КИТ                              |
| 2012           | «Красная нить» («Грот» при уч. D-Man 55, MC 1.8, NEKBY)            | КИТ                              |
| 2012           | «Привет, Андрей!» (ILWT)                                           | КИТ                              |
| 2012           | «Как же так, Борис?» (ILWT)                                        | КИТ                              |
| 2012           | «На Патонге сегодня дожди» (ILWT)                                  | КИТ                              |
| 2013           | «Широкую на широкую» (ILWT)                                        | КИТ                              |
| 2013           | «Отпуск в Бутово» (ILWT)                                           | КИТ                              |
| 2013           | «Куда уходят мужья» (ILWT)                                         | КИТ                              |
| 2014           | «Почти фантастика» (MC 1.8)                                        | КИТ                              |
| 2015           | «Сталь и камень» (Nekby feat. Дима. Abp & Габонская Гадюка)        | КИТ                              |
| 2015           | «Кепочка Napapijri» (ILWT)                                         | КИТ                              |
| 2015           | «Кухонька из Беларуси» (ILWT)                                      | КИТ                              |
| 2015           | «Нормаха» (ILWT)                                                   | КИТ                              |
| 2015           | «Слухи» (ILWT)                                                     | КИТ                              |
| 2015           | «Давай завтра» (ILWT feat. Johnny C4)                              | КИТ                              |
| 2016           | «Приснилось» (ILWT)                                                | КИТ                              |
| 2016           | «За что убили официанта» (ILWT)                                    | КИТ                              |
| 2016           | «Никуда сегодня не пойду» (ILWT)                                   | КИТ и Ант                        |
| 2018           | «Обычный день» (ILWT)                                              | КИТ                              |
| 2018           | «Лыжи или доска» (ILWT)                                            | КИТ                              |
| 2018           | «Где ски-пасс?» (ILWT)                                             | КИТ                              |
| 2018           | «Последний шот» (ILWT feat. Вася Васин (гр. Кирпичи))              | КИТ                              |
| 2018           | «Судьба / Проклятый рэп» («25/17» feat. Лигалайз)                  | КИТ & Ант                        |
| 2018           | «Проклятый рэп» (Лигалайз)                                         | КИТ                              |
| 2018           | «Броги» (Мэйти)                                                    | Богдан Солодовник, Мэйти и КИТ   |
| 2018           | «Обычный день» (ILWT)                                              | КИТ                              |
| 2018           | «Лыжи или доска» (ILWT)                                            | КИТ                              |
| 2018           | «Где ски-пасс?» (ILWT)                                             | КИТ                              |
| 2018           | «Последний шот» (ILWT при уч. Василий Васин (Кирпичи))             | КИТ                              |
| 2019           | «Still Imagine» (Prop Dylan)                                       | Матвей MATVEY Рябов & Андрей КИТ |
| 2019           | «All Gravy» (Prop Dylan)                                           | Матвей MATVEY Рябов & Андрей КИТ |
| 2019           | «На всех» (Krec)                                                   | Матвей MATVEY Рябов & Андрей КИТ |
| 2020           | «Тут» (Олег Груз)                                                  | Андрей Кит                       |
| 2020           | «Власть» (Олег Груз)                                               | Андрей Кит                       |
| 2020           | «Мы самобытны» (Олег Груз)                                         | Андрей Кит                       |
| 2021           | «Передай майк» (Один.Восемь, КИТ)                                  | Ант и КИТ                        |

## Фильмография
Документальные фильмы
- 2000 — HipHopHeroes: Underground Kings
- 2016 — «Раб лампы»
- 2016 — «ЮГ: Последнее слово»
- 2019 — «BEEF: Русский хип-хоп»
- 2021 — «Mr. Shotgun. Незаконченное дело»

Видеоклипы
- 2000 — «Ещё один день, часть 2» (в составе группы «Ю.Г.»)[49]
- 2000 — «Ещё один день, часть 2 (версия Nonamerz)» (в составе группы «Ю.Г.»)[50]
- 2003 — «Остаюсь таким же» (в составе группы «Ю.Г.»)[51]

## Награды и номинации
- В июне 1999 года Андрей Кит в составе группы «Ю.Г.» занял первое место на фестивале молодых исполнителей «Микро’99»[52].
- В августе 2008 года Андрей Кит с ремиксом на песню «9mm» занял второе место в международном соревновании битоделов, организованном DJ Muggs (из группы Cypress Hill) на сайте Soulassassins.com[53].